# 張憬藏
张憬藏（?—?），唐朝许州长社县（今河南省许昌市）人。
张憬藏年轻时工于相面之术，与袁天纲齐名。太子詹事蒋俨年轻时，曾经遇到张憬藏，问他自己的禄命。张憬藏说：“公从今往后二年，当在东宫担任掌兵之官，任期未终而免职。免职之后，被困在三尺土下。又经过六年开始富贵，名位将要大盛，六十一岁为蒲州刺史，十月三十日午时禄绝。”蒋俨之后的经历都如同他所说的。曾经奉使高句丽，被莫离支渊盖苏文囚于地窖之中，经过六年得以归国。在蒲州，六十一岁时，至预言的日期，召官吏妻儿与之告别，自己说当死。然后朝廷有敕，许他致仕。
左仆射刘仁轨没有发迹时，与乡人靖思贤各带绢布送给张憬藏来问官禄。张憬藏对刘仁轨说：“公居五品要官，虽会暂时罢黜，终当位极人臣。”刘仁轨后来以给事中获罪，以白身效力海东。他推辞靖思贤的赠品：“公最后会孤独客死。”刘仁轨为仆射，靖思贤尚在，对人说：“张憬藏相刘仆射，确实精妙。我现在已有三子，田宅自如，他的话也有不中的吗？”不久他三子相继而死，尽卖田宅，死在寄居的亲戚园内。
魏元忠年少，去见张憬藏，问他，久久不答，魏元忠大怒：“穷通有命，何必让你占卜？”拂衣而去。张憬藏起立而道：“君之相在生气时，官位必达卿相。”张憬藏对姚崇、李迥秀、杜景俭说：“你们三人都能当宰相，但姚崇最贵。”郎中裴珪妻赵氏见到，张憬藏说：“夫人眼睛修缓，相术叫‘豕视淫’，又叫‘目有四白，五夫守宅’，夫人将要获罪。”不久坐奸罪，没入掖庭宫。裴光庭为宰相，张憬藏用纸大写“台”字给他，裴光庭说：“我已经位居台司，还有什么事？”三日后，贬为台州刺史。张憬藏终身不仕，以寿终。

## 延伸阅读
[在维基数据编辑]
 《舊唐書·卷191》，出自刘昫《舊唐書》